# Holden (Familienname)
Holden ist ein englischer Familienname.

## Namensträger
- Alexandra Holden (* 1977), US-amerikanische Schauspielerin
- Amanda Holden (* 1971), britische Schauspielerin
- Andy Holden (Leichtathlet) (John Andrew Holden; 1948–2014), britischer Leichtathlet
- Andy Holden (Fußballspieler) (Andrew Holden; * 1962), walisischer Fußballspieler und -trainer
- Andy Holden (Künstler) (* 1982), britischer Künstler
- Anthony Holden (1947–2023), britischer Biograf
- Bob Holden (* 1949), US-amerikanischer Politiker
- Brian Holden (* 1985), US-amerikanischer Schauspieler
- Brian Holden-Reid (* 1952), britischer Militärhistoriker
- Carl Frederick Holden (1895–1953), US-amerikanischer Vizeadmiral
- Charles Holden (1875–1960), britischer Architekt
- David Holden (Journalist) (1924–1977), britischer Journalist und Autor
- David Holden (Filmeditor), Filmeditor
- David Holden (Drehbuchautor), US-amerikanischer Drehbuchautor und Produzent
- David William Holden (* 1955), britischer Mikrobiologe und Infektionsforscher
- Edward Singleton Holden (1846–1914), US-amerikanischer Astronom
- Elizabeth Holden (* 1997), britische Radsportlerin
- Fay Holden (1893–1973), britische Schauspielerin
- Gina Holden (* 1975), kanadische Schauspielerin
- Gloria Holden (1903–1991), britisch-amerikanische Schauspielerin
- Helge Holden (* 1956), norwegischer Mathematiker
- Henry Capel Holden (1856–1937), britischer Colonel und Erfinder
- J. R. Holden (Jon Robert Holden; * 1976), amerikanisch-russischer Basketballspieler
- Jack Holden (1907–2004), britischer Leichtathlet
- Jake Holden (* 1987), kanadischer Snowboarder
- James Holden (* 1979), britischer Musiker
- Jennifer Holden (1936–2022), US-amerikanische Schauspielerin
- Joan Holden (1939–2024), US-amerikanische Dramatikerin
- Jody Holden (* 1968), kanadischer Beachvolleyballspieler
- Josh Holden (* 1978), kanadischer Eishockeyspieler
- Joyce Holden (1930–2022), US-amerikanische Schauspielerin
- Kris Holden-Ried (* 1973), kanadischer Schauspieler
- Larry Holden (1961–2011), irischer Schauspieler
- Laurie Holden (* 1969), US-amerikanische Schauspielerin
- Mari Holden (* 1971), US-amerikanische Radrennfahrerin
- Marjean Holden (* 1964), US-amerikanische Schauspielerin
- Matthew Holden, Jr. (1931–2025), US-amerikanischer Politikwissenschaftler
- Molly Holden (1927–1981), britischer Schriftsteller
- Nick Holden (* 1987), kanadischer Eishockeyspieler
- Nina Holden (* 1986), norwegische Mathematikerin
- Rebecca Holden (* 1958), US-amerikanische Schauspielerin, Fernsehproduzentin und Sängerin
- Richard Holden (* 1985), britischer Politiker der Conservative Party
- Ron Holden (1939–1997), US-amerikanischer Sänger und Fernsehmoderator
- Stanley Holden (1928–2007), britischer Balletttänzer
- Stephen Holden (* 1941), US-amerikanischer Musik- und Filmkritiker
- Stuart Holden (* 1985), US-amerikanischer Fußballspieler
- Tim Holden (* 1957), US-amerikanischer Politiker
- William Holden (Politiker) (vor 1850–nach 1882), US-amerikanischer Politiker
- William Holden (Fußballspieler) (1860–nach 1888), englischer Fußballtorhüter
- William Holden (Schauspieler, 1862) (1862–1932), US-amerikanischer Schauspieler
- William Holden (1918–1981), US-amerikanischer Schauspieler
- William Woods Holden (1818–1892), US-amerikanischer Politiker